# مملكة صربيا (العصور الوسطى)
مملكة صربيا (بالصربية: Краљевина Србија)‏، أو المملكة الصربية (بالصربية: Српско краљевство)، كانت مملكة صربية خلال العصور الوسطى في الفترة من 1217 إلى 1346. تم إعلان المملكة إمبراطورية في 16 أبريل 1346.

## الخلفية
لم يكن تتويج ستيفان نيمانجيتش عام 1217 حداثة في التاريخ الصربي إذ كان هناك بالفعل تقليد عريق من الملكية بين الحكام الصرب السابقين المتمركزين في دوكليا (القرن الحادي عشر). خلال عهد نيمانجيتش، كان يشار إلى المملكة الصربية السابقة في دوكليا باسم «مملكة أجدادنا القديمة»، وقد انعكست هذه الآراء أيضًا في الألقاب الملكية لستيفان نيمانجيتش وخلفائه الذين اعتبروا أنفسهم ملوكًا على جميع الأراضي الصربية بما في ذلك دوكليا. إدراكًا لأهمية التراث الملكي، منح الأمير الأكبر ستيفان نيمانيا (1166-1196)، والد ستيفان نيمانجيتش، ابنه الأكبر فوكان نيمانجيتش حكم دوكليا بلقب الملك.
بحلول ذلك الوقت، كانت «المملكة القديمة» لدوكليا وحكامها السابقين من أسرة فويسلافليفيتش (ملوك ميهايلو وقسطنطين بودين) يعتبرون أسلافًا ملكيين لأسرة نيمانجيتش، التي كانت تابعة لسلالة فوكانوفيتش السابقة في راسكا (إمارة صربيا الكبرى). كانت العلاقات القديمة بين الأسرتين (فويسلافليفيتش/فوكانوفيتش) والمنطقتين (دوكليا/راسكا) وطيدة للغاية. في عام 1083، عيّن الملك قسطنطين بودين من دوكليا ولديه فوكان وماركو فاسالز في راسكا، إحدى المقاطعات الداخلية داخل مملكته. كان لكل إقليم سيادته ومؤسساته الخاصة، إلى جانب وجود فرد أو قريب من أسرة فويسلافليفيتش يُعرف بلقب زوبان. بين عامي 1089 و 1091، أرست الإمبراطورية البيزنطية حملتها على ساحل مدينة دوكليا. اندلعت حرب داخلية في المملكة بين أقارب بودين، ما أدى إلى إضعاف دوكليا إلى حدّ كبير. انتهز فوكان من راسكا الفرصة ليثبت نفسه وانفصل عن الملك مطالبًا بلقب أمير صربيا الكبرى.
حتى نهاية القرن الحادي عشر، اعتُبرت دوكليا مركز المملكة الصربية إلى جانب كونها الولاية الرئيسية التي قاومت الغزو البيزنطي. منذ ذلك الوقت، أصبحت راسكا أقوى الولايات الصربية، وهي تحت حكم أسرة فوكانوفيتش، حتى أنها حلّت محل دوكليا باعتبارها الخصم الرئيسي للإمبراطورية البيزنطية، واضطر ورثة بودين الاعتراف بالملكية البيزنطية باستنثاء بعض المقاطعات الصغية فيدوكليا وترافونيا. خلال فترة حكم خلفاء فوكان، سعى البيزنطيون إلى غزو راسكا في عدة مناسبات، لكن من خلال المقاومة والروابط الدبلوماسية مع هنغاريا، استطاعت الإمارة الصربية المحافظة على استقلالها. بحلول الوقت الذي أصبح فيه ستيفان نيمانيا أكبر زوبان في راسكا (1166)، كانت دوكليا القديمة قد غزاها البيزنطيون وحولوها إلى إمارة صغيرة. بعد عام 1180 بفترة قصيرة، قام ستيفان نيمانيا بتحرير دوكليا، ومن ثم لمّ شمل الأراضي الصربية، وعيّن ابنه فوكان للحكم على دوكليا مع اللقب التقليدي للملك. منذ أن أصبح ابن نيمانيا الثاني ستيفان الأكبر زوبان في عام 1196، ظهر التنافس بين الأخوة، وبلغ الأمر ذروته في عام 1202 عندما تمت الإطاحة بستيفان.

## التاريخ

### حكم ستيفان المتوّج أولًا
في عام 1204، استعاد ستيفان نيمانجيتش حكمه على راسكا وإقامة السلام مع أخيه فوكان من دوكليا، الذي توفي عام 1208. لكن رغم ذلك، كان صانع السلام الفعلي هو شقيقهم الأصغر راستكو، أمير زاوميلي السابق الذي تنازل عن حكمه ليصبح راهبًا، وأطلق على نفسه اسم القديس سافا، وتحولت جميع طاقاته وجهوده إلى نشر تعاليم الكنيسة الأرثوذكسية الشرقية بين أفراد شعبه. وبما أن الكنيسة الكاثوليكية الرومانية لديها بالفعل طموحات لنشر نفوذها في جنوب شرق أوروبا أيضًا، استخدم ستيفان هذه الظروف للحصول في نهاية المطاف على الاعتراف به ملكًا من البابا نفسه، وبالتالي أصبح الملك الصربي عام 1217. في بيزانتيوم، تمكّن القديس سافا من تأمين الاستقلالية الذاتية للكنيسة الصربية وأصبح أول رئيس أساقفة صربي في عام 1219. في نفس العام، نشر القديس سافا أول دستور في صربيا – نوموكانون سافا (بالصربية: Zakonopravilo). كان النوموكانون حصيلة تجميع القانون المدني استنادًا إلى القانون الروماني والقانون الكنسي استنادًا إلى المجمع المسكوني. كان الغرض الأساسي منه هو تنظيم مهام المملكة الصربية الجديدة وكنيستها. وهكذا حصل الصرب على الاستقلال السياسي والديني. في عام 1220، اجتمعت الجمعية الكبرى للمملكة في زيكا، حيث تم تتويج ستيفان بالطقوس الأرثوذكسية من قِبَل الأسقف سافا. وكان هذا العمل بمثابة سابقة لكل خلفائهم: فقد تم تتويج كل الملوك الصرب من أسرة نيمانجيتش في زيكا على يد أساقفة صرب.

### حكم رادوسلاف وفلاديسلاف ويوروس الأول ودراغوتين
كان الجيل التالي من الحكام الصرب - أبناء ستيفان برفوفنتشاني ورادوسلاف وفلاديسلاف ويوروس الأول - بمثابة فترة من الركود في بنية الدولة. كان جميع الملوك الثلاثة يعتمدون إلى حد ما على بعض الولايات المجاورة - بيزانتيوم وبلغاريا أو هنغاريا. لعبت العلاقات مع الهنغاريين دورًا حاسمًا إذ خلفه يوروس الأول ابنه دراغوتين، الذي كانت زوجته أميرة من هنغاريا. في وقت لاحق، عندما تنازل دراغوتين عن العرش لصالح أخيه الأصغر ميلوتين في عام 1282، أعطاه الملك الهنغاري لاديسلاوس الرابع قسم من الأراضي في شمال شرق البوسنة ومنطقة ماتشفا ومدينة بلغراد، في حين تمكّن من غزو الأراضي وضمّها في شمال شرق صربيا. وهكذا، أصبحت بعض هذه الأراضي جزءًا من الدولة الصربية لأول مرة. سُميت ولايته الجديدة مملكة سريم. في ذلك الوقت، وُضع اسم سريم بمثابة تسمية لإقليمين: سريم العليا (المعروفة اليوم باسم سيرميا) وسريم السفلى (المعروف اليوم باسم ماتشفا). كانت مملكة سريم تحت حكم ستيفان دراغوتين في الواقع سريم السفلى، لكن بعض المصادر التاريخية تذكر أن ستيفان دراغوتين حكم أيضًا سريم العليا وسلافونيا. بعد وفاة دراغوتين عام 1316، أصبح ابنه الملك فلاديسلاف الثاني ملكًا وحكم حتى عام 1325.